# 2914 Glärnisch
2914 Glärnisch eller 1965 SB är en asteroid i huvudbältet som upptäcktes den 19 september 1965 av den Schweiziska astronomen Paul Wild vid Observatorium Zimmerwald. Den har fått sitt namn efter bergstoppen Glärnisch i Schweiz.
Asteroiden har en diameter på ungefär 6 kilometer.